# Tvrdol

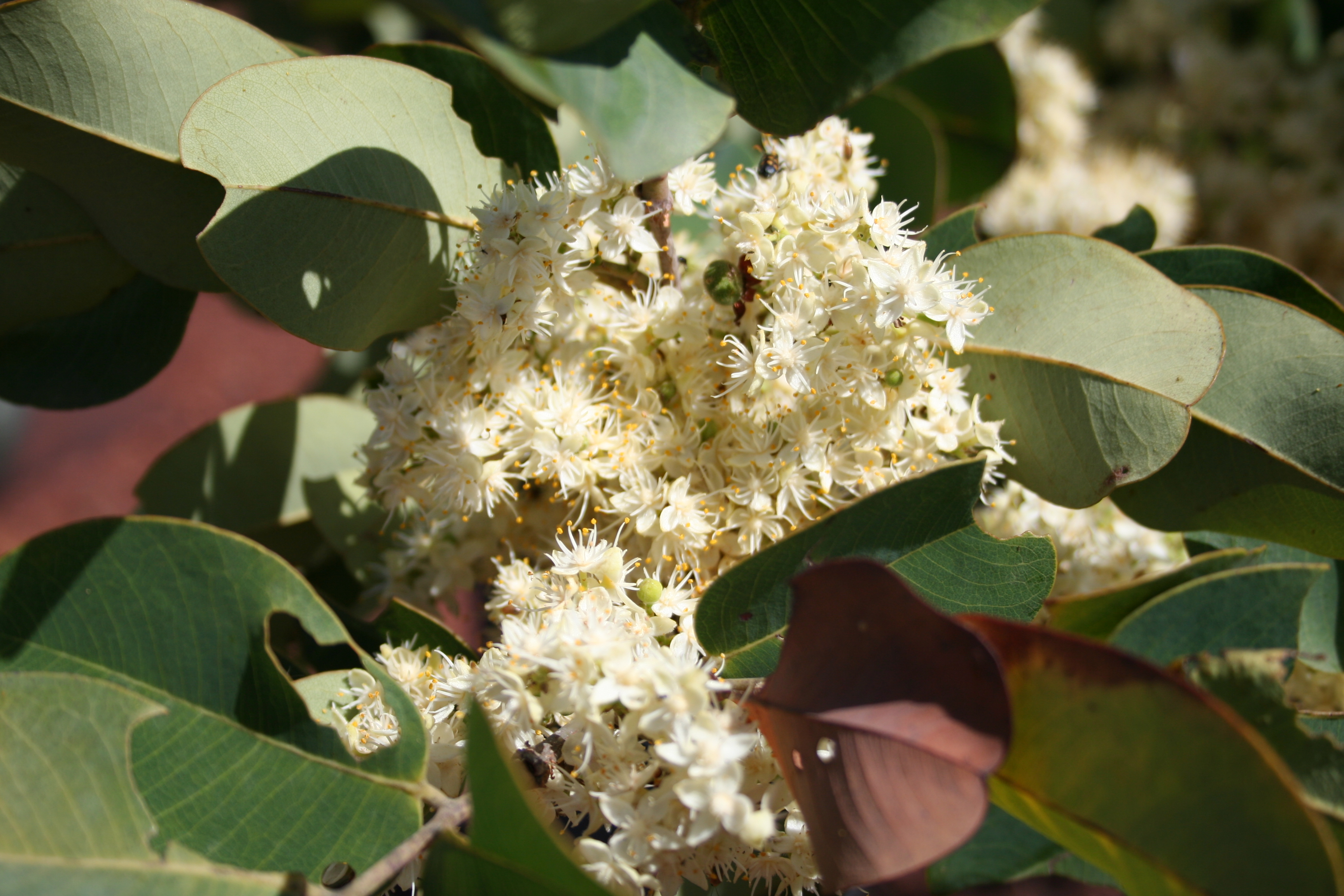
Květenství tvrdolu Detarium microcarpum

Tvrdol (Detarium) je rod rostlin z čeledi bobovité. Zahrnuje 3 druhy stromů se zpeřenými listy a drobnými bezkorunnými květy v bohatých květenstvích. Plody připomínají peckovici. Tvrdoly jsou rozšířeny v tropické Africe. Jsou zdrojem dřeva, některé druhy mají jedlé plody nebo jsou využívány v medicíně.

## Popis
Tvrdoly jsou beztrnné stromy se střídavými sudozpeřenými listy. Květy jsou drobné, bílé nebo zelenavé, oboupohlavné, uspořádané v bohatých latách. Květenství jsou úžlabní nebo vyrůstají na starším dřevu. Kalich je tvořen 4 volnými lístky, koruna chybí. Tyčinek je 10 a jsou volné. Semeník je téměř nebo zcela přisedlý a obsahuje několik vajíček. Plod je nepukavý a připomíná peckovici.

## Rozšíření
Rod tvrdol zahrnuje pouze 3 druhy. Je rozšířen v západní a středozápadní tropické Africe od Senegalu po Súdán a Dem. rep. Kongo. Druhy Detarium senegalense a D. microcarpum mají rozsáhlý areál rozšíření, druh D. macrocarpum se vyskytuje pouze v Kamerunu, Gabonu a Nigérii. Tvrdoly rostou v tropických deštných lesích, v sezónně opadavých lesích a na savanách.

## Význam
Tvrdoly jsou těženy pro dřevo, používané na stavby, ploty, v truhlářství apod. Listy, plody a semena jsou jedlé. Dužnina plodů Detarium senegalense je moučnatá, nakyslá a má vysoký obsah vitamínu C. Mají význam také v místní medicíně.